# Bernardo VII d'Armagnac
Bernardo d'Armagnac; in francese: Bernard VII d'Armagnac (1360 circa – Parigi, 12 giugno 1418) è stato un nobile francese, fu conte di Charolais dal 1384 al 1391, poi Conte di Rodez, conte d'Armagnac e di Fezensac oltre che Visconte di Lomagne e Auvillars dal 1391, quindi conte di Pardiac (una contea dell'Astarac) dal 1402 ed infine connestabile di Francia dal 1415 alla sua morte.
Durante un periodo storico molto travagliato si distinse per le sue capacità di governo e militari, caratterizzate anche da inflessibilità, eccessiva fierezza e despotismo.

## Origine
Bernardo, sia secondo i Documens historiques et généalogiques sur les familles et les hommes remarquables du Rouergue, che secondo Pierre de Guibours, detto Père Anselme de Sainte-Marie o più brevemente Père Anselme, era il figlio maschio secondogenito del Conte di Rodez, conte d'Armagnac e di Fezensac, conte di Charolais e visconte di Lomagne e d'Auvillar, Giovanni II (1333 -† 1384) e di Giovanna di Périgord (1345 circa-dopo il 7 Maggio 1366), figlia di Ruggero Bernardo, Conte di Périgord e della moglie, Eleonora d1 Vendôme.
Giovanni II d'Armagnac, sia secondo i Documens historiques et généalogiques sur les familles et les hommes remarquables du Rouergue, che secondo Père Anselme, era il figlio maschio primogenito del Conte di Rodez, conte d'Armagnac e di Fezensac e visconte di Lomagnelm e d'Auvillar, Giovanni I (1306 -† 1373) e della contessa di Charolais, Beatrice di Clermont (gennaio 1311 - Rodez 25 agosto 1364), principessa di sangue reale, figlia primogenita del conte di Charolais e signore di Saint-Just, Giovanni (figlio di Roberto di Francia, figlio del re di Francia, Luigi IX il Santo) e della sua seconda moglie, Giovanna di Dargies, signora di Dargies e di Catheux.

## Biografia
Dopo aver servito suo padre, Giovanni II, aiutò il fratello, Giovanni III, contro le masnade che infestavano le campagne francesi e a due riprese (1384 et 1389) tentò la fortuna nella penisola iberica.
Il 4 gennaio 1381, suo padre, Giovanni II, aveva fatto testamento e nel 1384, per un ultimo codicillo, si recò presso la sede papale ad Avignone, dove morì il 26 maggio 1384. Fu sepolto nella Cattedrale di Auch, come da sua indicazione testamentaria.
Nelle contee di Rodez, Armagnac e Fezensac, gli succedette il figlio primogenito, Giovanni, come Giovanni III, mentre Bernardo il secondogenito, gli succedette nella contea di Charolais .

Scudo dei conti d'Armagnac e di Rodez, dopo il 1304

Nel 1385, il re di Francia, Carlo VI, con lettera del 25 ottobre, nominò suo fratello, Giovanni III, capitano generale per la Guascogna e la Linguadoca, come già lo erano stati il padre ed il nonno, al comando di 700 uomini in armi, con un compenso di 1000 franchi d'oro al mese.
Tra il 1386 ed il 1387, assieme al fratello, Bernardo combatté e riuscì ad espellere le compagnie al soldo gli inglesi che devastavano il Rouergue.
Nel 1390, suo fratello, Giovanni III avanzò delle pretese sul Regno di Maiorca, a nome di Elisabetta di Maiorca, regina titolare del regno, che gli aveva ceduto i diritti; Bernardo fu al seguito del fratello che fu sconfitto dalle truppe di Giovanni I, re d'Aragona, in una battaglia combattuta nei pressi di Navata.
Nel 1390, suo fratello, Giovanni III, per poter correre in aiuto alla città di Firenze (la discesa in Italia di Giovanni III viene confermata anche dallo storico Alfred Coville), in accordo con Bernardo, che ne era il titolare, vendette la contea di Charolais, al duca di Borgogna, Filippo l'Ardito, per la somma di 50.000 fiorini, come risulta dall'atto depositato a Parigi, l'11 maggio 1390.
Nel 1391, suo fratello, Giovanni III partì per l'Italia, anche per aiutare il cognato, Carlo Visconti, signore di Parma e marito di sua sorella, Beatrice d'Armagnac, che, assieme ai fiorentini, era in conflitto con suo cugino Gian Galeazzo Visconti, duca di Milano.
Durante la guerra, Giovanni III partecipò all'assedio della città di Alessandria, in Piemonte e morì nella battaglia di Alessandria: durante l'assedio, cadde in un'imboscata, in cui le sue truppe vennero sconfitte e Giovanni fu ferito e fatto prigioniero.
Giovanni morì, a causa delle ferite riportate in battaglia, il giorno successivo alla cattura, il 25 luglio 1391. Il corpo di Giovanni fu sepolto nella chiesa di San Marco ed in un secondo tempo il duca di Milano, Gian Galeazzo Visconti, lo fece trasferire in Francia e fu sepolto nella Cattedrale di Auch.
Dopo la sua morte di Giovanni III, dato che gli eredi erano due figlie femmine, in tenera età, Bernardo gli succedette in tutti i suoi titoli, il fratello.
Bernardo, dopo aver sposato Bona di Berry, vedova del conte Rosso, Amedeo VII di Savoia, aveva cominciato ad avere una certa influenza alla corte di Francia, dove si avvicinò a Luigi d'Orléans, che aveva sposato Valentina Visconti, figlia del duca, Gian Galeazzo Visconti.
Nel 1401, per l'ostilità che nutriva verso il cugino Gerardo, visconte di Fésenzaguet, del ramo cadetto degli Armagnac, occupò la contea di Pardiac, portatagli in dote dalla moglie, e l'anno seguente fece uccidere, sia Gerardo che il figlio, conte di Pardiac, entrando in possesso del titolo.
Il 17 novembre 1403, Bernardo si legò definitivamente al Duca d'Orléans, Luigi I di Valois-Orléans, che lo prese sotto la sua protezione, concedendogli una pensione di 6000 Livre tournois, in cambio di un giuramento di fedeltà contro chiunque, esclusi, il papa, il re e la regina ed i loro eredi, i duchi di Berry e di Borbone.
Nel 1405, Bernardo si prodigò nella guerra combattuta contro gli inglesi, nella Guascogna ed in Linguadoca.
Dopo la morte di Luigi, fatto uccidere, 1407, dal nuovo duca di Borgogna, Giovanni senza Paura, Bernardo continuò ad essere legato al partito degli orleanisti, prima, facendo un'alleanza, nel 1408, col duca di Bretagna (l'anno precedente suo figlio, Giovanni aveva sposato Bianca di Bretagna, figlia del duca, Giovanni V di Bretagna), e poi, nel 1410, diede in moglie al nuovo duca d'Orléans, Carlo, sua figlia Bona, che portò a rafforzare l'alleanza tra i partigiani del duca d'Orléans ed i conti d'Armagnac. Durante la celebrazione del matrimonio tra Carlo e Bona, a Gien, il 15 aprile 1410, si formò una lega contro il duca di Borgogna, formata dal duca d'Orléans e Bernardo d'Armagnac, suo suocero, con i duchi di Berry, i duchi di Borbone e di Bretagna, i conti d'Alençon et di Clermont, sotto la guida del conte d'Armagnac, e dato che la lega aveva nelle sue file molti cavalieri guasconi (nel trattato Bernardo si impegnava di fornire 1000 uomini d'armi e 300 arcieri), il partito fu detto degli Armagnacchi, mentre la fazione opposta che si strinse intorno al duca di Borgogna fu detta dei Borgognoni.
A partire da quel momento il regno di Francia fu dilaniato dalla lotta tra le due fazioni che portò alla guerra civile.

Durante la guerra civile, nel 1412, Bernardo fu dichiarato colpevole di lesa maestà e quindi bandito dal regno di Francia e tutte le sue proprietà confiscate; il compito di eseguire le disposizioni reali fu affidato al conte di Foix, Arcimbaldo di Grailly, capitano generale per la Linguadoca; Bernardo resistette ed in poco tempo rientrò in possesso di tutti i suoi beni.
Nel 1412, dopo una dura lotta riuscì a conquistare la contea di Comminges, ma dopo la sua morte, nel 1419, la legittima contessa, sua cognata, Margherita di Comminges, sposò Matteo di Foix, che poi fece dono della contea al re di Francia, Carlo VII.
Nell'estate del 1413, rientrato a Parigi, dopo essere stato reintegrato nei suoi beni e nei suoi onori, con lettera del 12 ottobre, si oppose ai saccheggi e alle devastazioni dei rivoltosi guidati dallo scuoiatore, Simon Caboche, e poi dopo che il duca d'Orléans era rientrato a Parigi, fu a capo delle repressioni di Parigi e dintorni, che praticamente durarono per circa quattro anni.
Dopo che gli Armagnacchi ebbero preso il potere, il duca di Borgogna, Giovanni senza Paura, nel 1414, fu bandito da Parigi e dichiarato ribelle.
Dopo la disfatta di Azincourt dove il duca d'Orléans era stato fatto prigioniero, Bernardo, il 30 dicembre 1415 divenne connestabile di Francia.

Dopo che, nel 1417, era diventato delfino di Francia, Carlo, Bernardo divenne il vero padrone del governo, si circondò di bande di conterranei che saccheggiarono Parigi e dintorni, creando un vero e proprio regno del terrore; le prigioni si riempirono e, nell'estate di quello stesso anno, nel giro di tre settimane, 800 persone furono messe al bando.
Il duca di Borgogna, Giovanni senza Paura, nel 1418, aveva liberato la regina, Isabella di Baviera, che Bernardo aveva relegato a Tours, l'aveva condotta a Troyes, dove la regina si era proclamata reggente del regno di Francia; Bernardo divenne il capo del governo del delfino in opposizione al governo della regina di Francia, Isabella di Baviera e del duca di Borgogna, che marciò su Parigi, dove la gente era stufa delle prepotenze degli Armagnacchi, e nel maggio del 1418, fu aperta una porta della città in cui penetrò un contingente di 800 Borgognoni che con l'appoggio della popolazione conquistò la città, e numerosi armagnacchi vennero arrestati e imprigionati.
Bernardo, in un primo momento aveva evitato l'arresto nascondendosi in casa di un carpentiere, che lo tradì e lo fece arrestare; Bernardo fu imprigionato nella segreta del Palazzo di Giustizia.
Ma il 12 giugno, in assenza del duca di Borgogna che era andato a caccia nelle sue terre esplose una sollevazione, capeggiata dal boia, Capeluche, che andò a prelevare gli Armagnacchi prigionieri e ne uccise circa 1600, tra cui parecchie donne; tra coloro che furono trucidati vi era anche il connestabile Bernardo VII d'Armagnac, il cui corpo fu trascinato per le vie di Parigi (solo dopo il ritorno di Carlo VII a Parigi, nel 1437, i suoi figli poterono celebrare il Rito funebre di Bernardo, i cui resti furono sepolti nella Cattedrale di Auch, accanto ai suoi predecessori).
A Bernardo VII succedette, in tutti i suoi titoli e possedimenti, il figlio maschio primogenito, Giovanni.

## Matrimonio e discendenza
Bernardo aveva sposato la signora di Faucigny, Bona di Berry (il contratto di matrimonio era stato concordato a castello di Mehun-sur-Yèvre, il 2 Dicembre 1393), figlia del duca di Berry, Giovanni di Francia (1340 † 1416) e della prima moglie Giovanna d'Armagnac (24 giugno 1346-1387). Bona aveva portato in dote la viscontea di Carlat e 100.000 fiorini d'oro.
Bernardo da Bona ebbe sette figli:
- Bona (Lavardens 19 febbraio 1395 † novembre 1415), sposò nel 1410 Carlo (1394 † 1465), duca d'Orléans[26][28]
- Giovanni (Rodez 15 settembre 1396 † L'Isle-Jourdain (Occitania) 5 novembre 1450), conte d'Armagnac[26][28]
- Maria (Gages 1397 † 1404), morta giovane[26][28]
- Bernardo (1401 † 1462), conte di Pardiac, visconte di Carlat poi duca di Nemours e conte de la Marche per il matrimonio con Eleonora di Borbone-La Marche[29]
- Anna (Gages 1402 - Nérac dicembre 1474), sposò nel 1417 il conte di Dreux, Carlo II d'Albret (1407 † 1471)[26][28]
- Giovanna, nata a Gages, nel 1403, morta giovane[16]
- Batrice, nata a Gages, nel 1406, morta giovane[16].

### Fonti primarie
- (FR)  Histoire généalogique et chronologique de la maison royale de France, tomus III.
- (FR)  Documens historiques et généalogiques sur les familles et les hommes remarquables du Rouergue.

### Letteratura storiografica
- A. Coville, Armagnacchi e Borgognoni (1380-1422), in Storia del mondo medievale, vol. VI, 1999, pp. 642–672.